# 引用管理ソフトウェア
引用管理ソフトウェア（いんようかんりソフトウェア）とは、インターネット上にあるパブリックデータベースから、書誌情報や要約などを簡単に取り込み、パーソナルデータベースとして管理し、論文投稿時の引用データを作成管理する文書管理ソフトウェアのことである。学者として、引用管理ソフトウェアの最も重要な機能の1つは、不注意による剽窃を避けることである。

## 概要
引用管理ソフトウェアは、通常は書誌情報データベースに分類される。論文投稿時や出版時に要求される各種形式での引用リストを作成できる。現在の引用管理パッケージは、通常、ワードプロセッサと連動でき、参照リストを含んでいない引用情報からでも、記事に書かれた適当な出力フォーマットで自動的に作成する。書誌情報データベースから出版された詳細を入力する機能も持っているのが普通。引用管理ソフトウェアは、書誌情報管理データベースと同じものではないが、特定の分野の中で出版された全ての記事のリストをデータベース化する。これらのデータベースは通常大きなシステムとなるが、引用管理ソフトウェアは、特定の著者のグループなどの小さなデータベースで作られる。
論文を書くときに引用の管理だけで時間がかかりすぎることはよくあるが、そもそも論文の肝はオリジナリティなのに、引用の管理に時間をかけるのは非常に無意味なことである。また、学者としては盗用は避けた方がいいので、話によると、引用管理ソフトは不用意な引用ミスをある程度回避することで、盗用を回避できるそうである。

## 引用管理ソフトウェア

### プロプライエタリソフトウェア
- Citavi (Swiss Academic Software GmbH)
- EndNote (Thomson Corporation)[2]
- RefWorks (ProQuest LLC)
- Mendeley (Mendeley Ltd.)

### GPL下で配布される自由ソフトウェア
- Aigaion（英語版）[3]
- BibCiter[4]
- Bibus[5]
- Connotea（英語版） – ウェブアプリケーション[6]
- I, Librarian – ウェブアプリケーション[7]
- JabRef（英語版）[8]
- ApexKB（英語版） – ウェブアプリケーション（旧称Jumper 2.0）[9]
- Pybliographer（英語版）[10]
- refbase（英語版） – ウェブアプリケーション[11]
- RefDB（英語版）[12]
- Referencer（英語版）[13]
- Wikindx（英語版）[14]
- Zotero [15]

### その他フリーウェア・シェアウェアなど
- RT2 – フリーウェア[16]
- iPubMedMaker – 実行にはFileMaker Proが必要[17]
- iPapers – フリーウェア[18]
- BibDesk（英語版）[19]
- Ref 2000 – フリーウェア[20]